# Congrégation bénédictine anglaise

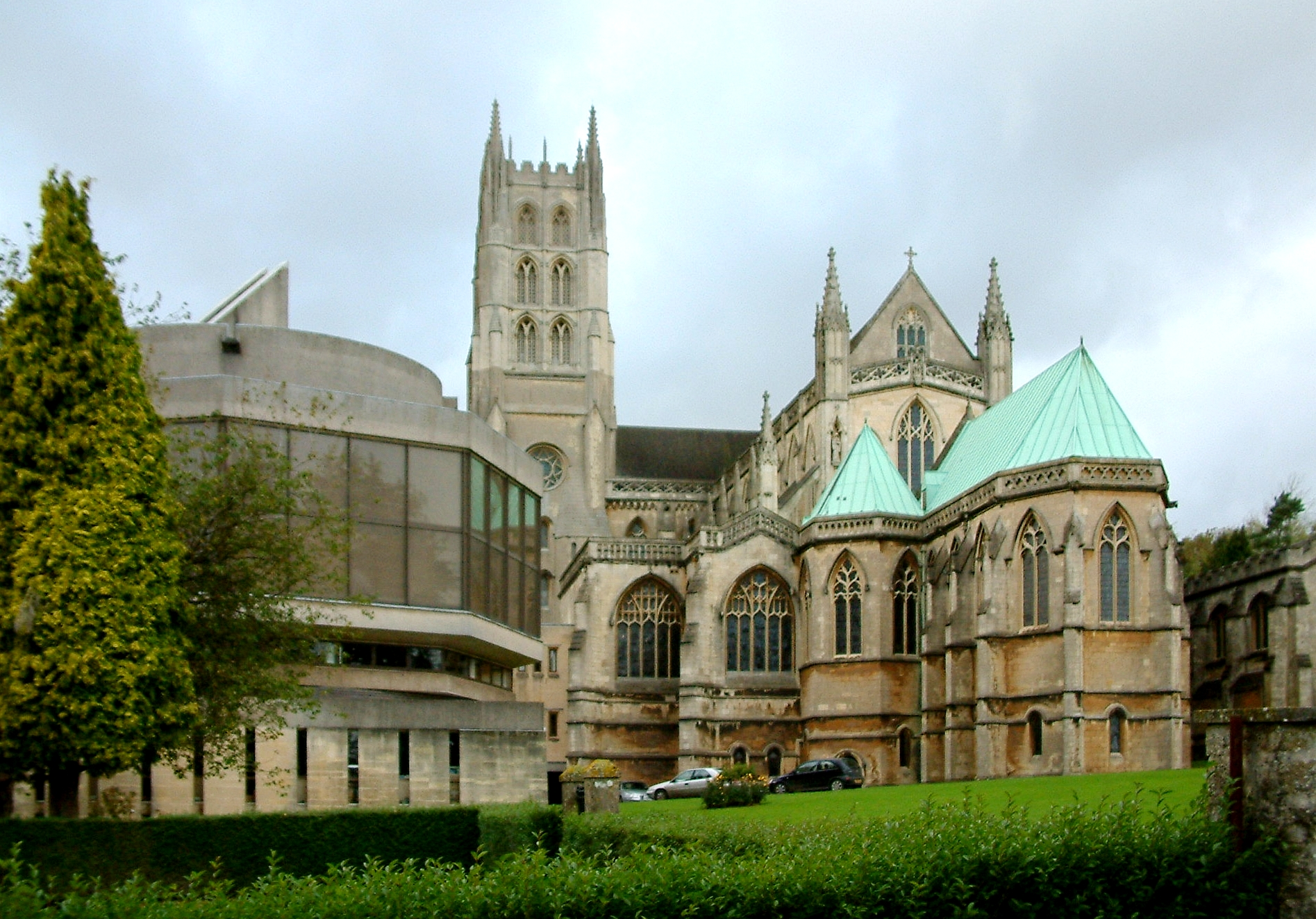
L'abbaye de Downside.

La congrégation bénédictine anglaise (EBC) est une congrégation, ou union, d'abbayes et de prieurés de la confédération bénédictine de l'ordre de Saint-Benoît. 

## Histoire
Bien que la congrégation se réclame d'une continuité canonique avec la congrégation fondée par le Saint-Siège en 1216, celle-ci a été dissoute sous le règne d'Henri VIII, lors de la dissolution des monastères. La congrégation actuelle a été restaurée par Rome entre 1607 et 1633, lorsque des moines anglais et gallois établis dans des abbayes françaises ou continentales, vinrent en mission en Angleterre, non sans danger.
La congrégation aujourd'hui est implantée dans le Royaume-Uni et aux États-Unis, et possède des prieurés en France (un prieuré à Douai), en Amérique latine et en Afrique.
Le chapitre général élit tous les quatre ans un abbé-général, choisi parmi les abbés avec juridiction et les anciens abbés. Il rend visite régulièrement aux maisons de la congrégation et est assisté d'autres moines. Le but de ces visitations est de préserver, de renforcer et de renouveler les liens spirituels des maisons entre elles et leur vie religieuse, en conformité avec les lois de l'Église et les constitutions de la congrégation.
L'abbé-général actuel est le T.R.P. Dom Christopher Jamison, de l'abbaye de Worth.

## Abus sexuels
Dans deux écoles dirigées par la congrégation, à Ampleforth et à Downside, la commission d’enquête indépendante sur les agressions sexuelles contre les mineurs (IICSA) indique que la congrégation a caché de nombreux abus sexuels à la police et aux services sociaux pour conserver la réputation des écoles et le confort des moines abuseurs.

## Anciennes maisons de la congrégation

### France
- Abbaye Saint-Laurent de Dieulouard ou Abbaye de Gellamont à Dieulouard (Meurthe-et-Moselle), en 1606

## Maisons de la congrégation aujourd'hui

### Royaume-Uni
- Abbaye Saint-Laurent d'Ampleforth, fondée à Dieulouard en 1608
- Abbaye de Belmont, fondée en 1859
- Abbaye de Buckfast, fondée en 1882
- Abbaye de Colwich (bénédictines), fondée à Paris en 1651
- Abbaye de Curzon Park (bénédictines), fondée en 1868
- Abbaye de Douai à Woolhampton, fondée à Paris en 1615
- Abbaye de Downside, fondée à Douai en 1607
- Abbaye d'Ealing, fondée en 1897
- Abbaye de Stanbrook (bénédictines), fondée à Cambrai en 1625
- Abbaye de Worth, fondée en 1933

### États-Unis
- Abbaye de Portsmouth, fondée en 1918
- Abbaye de Saint Louis, fondée en 1955
- Abbaye Saint-Anselme (Washington), fondée en 1923

## Source
- (en) Cet article est partiellement ou en totalité issu de l’article de Wikipédia en anglais intitulé « English Benedictine Congregation » (voir la liste des auteurs).

### Articles liés
- Ordre de Saint-Benoît
- Congrégation helvéto-américaine
- Liste d'abbayes bénédictines d'Angleterre